# Province de Germán Busch
Pour les articles homonymes, voir Busch.
La province de Germán Busch est une des 15 provinces du département de Santa Cruz, en Bolivie. Son chef-lieu est Puerto Suárez.
Historiquement, elle était rattachée à la Chiquitania qui désignait l'ancienne région du Haut-Pérou (l'actuelle Bolivie). Elle est située presque entièrement dans le Pantanal bolivien, partie du grand Pantanal, la plus grande zone humide du monde.

## Création
La province de Germán Busch est de création récente. Elle le fut par la loi No 672 du 30 novembre 1984, pendant le second gouvernement de Hernán Siles Zuazo, en incorporant une partie des territoires des provinces Ángel Sandoval et Chiquitos, du département de Santa Cruz. Son nom lui fut donné en hommage à un héros de la guerre du Chaco entre la Bolivie et le Paraguay pour la possession du Chaco boréal.

## Situation
Elle est située dans la région quasi paradisiaque du Pantanal bolivien au sud-est du département de Santa Cruz. Il s'agit d'une zone frontalière du Brésil et du Paraguay.

## Géographie
La province est formée par des plaines alluviales, où surgissent de nombreuses petites zones de montagne composées de très anciennes roches calcaires d'entre 500 millions et un milliard d'années, du Précambrien et du Cambrien. Parmi ces élévations, il faut souligner celle d'El Mutún, d'une hauteur de 776 m, qui est le plus grand gisement de fer du monde avec plus de 40 milliards de tonnes de minerai.
La province comprend deux des écosystèmes les plus variés du monde : le Pantanal amazonien et le Bosque Chiquitano (Bois ou Forêt des Chiquitos).
Le territoire est sillonné de nombreux cours d'eau dont le plus important est le río Paraguay, et aussi une vaste zone inondable ou inondée, le Pantanal bolivien. Il y a aussi comme zones humides les bañados de Otuquis et de Tucavaca parmi lesquels se trouvent de belles lagunes comme la lagune Cáceres, la lagune Mandioré et la lagune La Gaiba.

## Superficie
La province est d'une superficie de 24 903 km2, soit 6,8 % du département.

## Subdivisions municipales
La province est divisée en trois municipalités :
- Puerto Suárez
- Puerto Quijarro
- El Carmen Rivero Tórrez, de création récente.

## Population
Elle avait une population de 37 637 habitants (2003), dont une majorité d'immigrants andins et brésiliens. La densité de population de la province est de 1,34 habitants au km2, avec un taux de croissance annuel de 3,4 %.

## Économie
L'économie est d'ailleurs constituée de l'extraction de minerais, principalement le fer, le manganèse et certaines gemmes précieuses (Bolivianite).
La province possède les deux plus grands ports fluviaux de Bolivie, tel Puerto Busch. Ce dernier dans le futur se transformera en port le plus moderne de Bolivie, par lequel on exportera les matières premières et produits agricoles du pays vers l'extérieur, par l'hidrovía Paraná-Paraguay.
Enfin, on apprenait le 1er septembre 2006 de la bouche d'un député bolivien du MNR que le Venezuela s'apprêtait à construire un port de type militaire à Puerto Quijarro sur le canal Tamengo, tout près de Puerto Suárez.